# WEDW
WEDW é uma emissora de televisão americana com sede em Nova Iorque, NY. É afiliada à rede PBS e opera nos canais 49 UHF analógico e 52 UHF digital.